# Клебановка
Клебановка (укр. Клебанівка) — село в Подволочисской поселковой общине Тернопольского района Тернопольской области Украины.
До 2020 года входило в Подволочисский район.
Население по переписи 2001 года составляло 508 человек. Почтовый индекс — 47830. Телефонный код — 3543.